# N-ヒドロキシコハク酸イミド
N-ヒドロキシコハク酸イミド（N-Hydroxysuccinimide、略称: NHS）は、化学式C4H5NO3の有機化合物である。N-ヒドロキシスクシンイミドの表記、HOSuの略記も一般的である。有機化学や生化学においてカルボン酸の活性化試薬として用いられる。カルボン酸と脱水縮合することで、NHS体と呼ばれる不安定なエステル結合（活性エステル）を形成し、アミンと反応してアミド結合を生成するのに用いられる。
僅かに酸性を示すため（pKa = 6.0）、皮膚や眼、粘膜に対して刺激性がある。

## 活性化剤
NHS活性化酸を合成する一般的な方法は、NHSとカルボン酸および少量の有機塩基を脱水溶媒中で混合することである。N,N'-ジシクロヘキシルカルボジイミド (DCC) あるいはエチル(ジメチルアミノプロピル) カルボジイミド (EDC) といったカップリング試薬が次に添加され、より不安定な活性酸中間体が生成する。NHS基は通常SuO- あるいは -OSuと化学式で表される。
スクシネートエステルとも呼ばれるNHSと酸のエステルは、水を避ければ低温で保存や単離も可能である程度安定であり、そのため市販もされている。NHSエステルは、タンパク質の修飾に一般的に使用されている。例えばフルオレセインのNHSエステルは市販されており、単純な反応と単離ステップによりフルオレセインでラベルされたタンパク質を得ることができる。

## 代替品
NHSの代替品としては、水溶性アナログであるSulfo-NHSや、HOBt、HOAt、ペンタフルオロフェノールなどがある。

EDC、NHSを用いたアミドの合成